# Harriet Cavendish
Lady Henrietta Elizabeth "Harriet" Cavendish, contessa Granville (Westminster, 29 agosto 1785 – Londra, 25 novembre 1862), è stata una nobildonna inglese.

## Biografia
Lady Henrietta è nata a Devonshire House, figlia minore di William Cavendish, V duca di Devonshire, e di sua moglie Lady Georgiana Spencer. Conosciuta come "Harriet" in famiglia, la bambina prese il nome dalla sorella di Georgiana, Henrietta Ponsonby e dalla sua amica Lady Elizabeth Foster. Il matrimonio dei suoi genitori era stato infelice fin dall'inizio; la duchessa aveva difficoltà a portare a termine le sue gravidanze, soffrendo di aborti spontanei durante i loro primi nove anni di matrimonio. Sua madre si distrasse diventando una figura di spicco della società.
Nonostante lo stato del matrimonio dei suoi genitori, entrambi hanno assicurato che i loro figli avessero un'infanzia felice. Era devota alla sua amorevole madre e amava, ma raramente lo vedeva, il suo distaccato padre. La sua governante, Selina Trimmer, era una figlia della famosa scrittrice per bambini Sarah Trimmer.
Nel 1802, il cugino di Cavendish, John Ponsonby, visconte Duncannon (il figlio della sorella di sua madre), che conosceva da tutta la vita, cominciò a mostrare interesse per lei. Harriet non era sicura dei propri sentimenti, e acconsentì ad aspettare un anno prima di decidere "se gli piaceva abbastanza da sposarlo". Le loro due famiglie, in particolare sua madre (e sua zia) approvarono l'unione, ma Harriet era ancora indecisa. John rifiutò con rabbia di non essere pronto a sposarla dopotutto, né "avrebbe accettato regole che gli sarebbero state prescritte da una donna vivente". Poco dopo si fidanzò con Lady Mary Fane. La sua famiglia in seguito incoraggiò un incontro con un altro cugino John Spencer, visconte Althorp, ma durante la sua permanenza ad Althorp dichiarò che "nessuna donna ragionevole" poteva considerarlo come qualcosa "ma come un appassionato cacciatore".
La duchessa morì nel marzo 1806 e la vita di Harriet a casa divenne infelice. Suo padre aveva una relazione con Lady Elizabeth Foster da anni. Sempre piena di risentimento per la presenza di Foster in casa, Harriet si arrabbiò quando prese il controllo della loro casa. Durante questo periodo, Harriet andò spesso a vivere dalla sorella maggiore, Georgiana. Dal 1801 in avanti, Harriet scrisse a sua sorella quasi ogni giorno fino alla morte di quest'ultima nel 1858. Tre anni dopo la morte di sua madre, il duca sposò Elizabeth Foster.

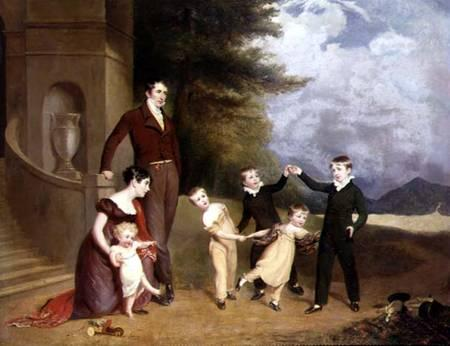
Il conte e la contessa Granville con i loro figli.

## Matrimonio
Con la morte di sua madre, la zia di Harriet si sentì obbligata ad aiutare la nipote a fuggire da una situazione familiare difficile. Da parte sua, Harriet era stata critica nei confronti della zia in passato, ma ora si rivolgeva a lei con affetto, sostegno e come promemoria di sua madre. Una volta che il duca rese chiaro il suo desiderio di sposare Elizabeth Foster, Henrietta iniziò a cercare una prospettiva di matrimonio adatta per sua nipote, e suggerì Lord Granville Leveson-Gower. Lord Granville era stato l'amante di Henrietta per diciassette anni; lei gli aveva dato due figli illegittimi durante il loro rapporto e dichiarò che "lo amava fino all'idolatria". Tuttavia, Henrietta incoraggiò sua nipote a considerare il matrimonio con Granville. Sebbene fosse ancora innamorato di lui, sapeva che Granville avrebbe dovuto alla fine sposarsi e avere una discendenza legittima, e che quando lo avesse fatto, probabilmente lo avrebbe perso. Portare sua nipote a sposarlo era un modo per tenerlo nella sua cerchia.
Harriet conosce Lord Granville da tutta la vita e non si era mai particolarmente interessata a lui, avendo disapprovato la sua relazione con la zia. Ora, tuttavia, arrivò ad apprezzare le migliori qualità di Granville: gli storici lo descrivono come bello, intelligente, di buona famiglia e membro del parlamento britannico. Lo storico KD Reynolds scrive che Granville era "considerato uno degli uomini più belli del suo tempo, i suoi capelli castani ricci, gli occhi azzurri e le caratteristiche sensuali gli procuravano stringhe di ammiratrici". Mentre era impaziente di lasciare la Devonshire House, la ragazza moralmente retta insistette che la sua relazione con la zia fosse finita.
Il 24 dicembre 1809, Harriet sposò Granville con la benedizione di sua zia. Il loro matrimonio fu felice. In previsione del matrimonio, Granville aveva affittato Tixall Hall nello Staffordshire, dove la famiglia si stabilì. La coppia ebbe cinque figli:
- Lady Susan Georgiana Leveson-Gower (25 ottobre 1810-30 aprile 1866), sposò George Pitt-Rivers, IV barone di Rivers, ebbero dodici figli;
- Lady Georgiana Charlotte Leveson-Gower (23 settembre 1812-19 gennaio 1885), sposò Alexander George Fullerton, non ebbero figli;
- Granville Leveson-Gower, II conte Granville (11 maggio 1815-31 marzo 1891);
- Granville William Leveson-Gower (28 settembre 1816-26 maggio 1833);
- Edward Frederick Leveson-Gower (3 maggio 1819-30 maggio 1907), sposò Lady Margaret Compton, ebbero un figlio.

Granville divenne visconte nel 1815; divenne conte Granville nel 1833, portando Harriet a essere nota come contessa Granville.
La coppia viveva in Inghilterra per i loro primi quindici anni di matrimonio, a volte viaggiava per il continente per brevi periodi, ma dividendo principalmente il loro tempo tra Londra e la campagna. Granville affittò una residenza a Tixall, nello Staffordshire, prima di trasferirsi in un appartamento a Wherstead, nel Suffolk, intrattenendo figure della società in entrambi i luoghi. Durante lunghi periodi tra il 1824 e il 1841, Granville servì come ambasciatore del suo paese in Francia. La contessa ha contribuito a divertire una figura di spicco della società parigina. Dal 1841 in poi la famiglia viaggiò per l'Europa prima di tornare in Inghilterra nel mese di novembre 1843. Essi risiedevano in residenze a Brighton e Londra.

## Morte
Lord Granville morì all'inizio del 1846, non essendosi mai recuperato da un ictus che lo aveva colpito cinque anni prima. Fu sepolto a Stone, nello Staffordshire. La sua morte la devastò molto. Visse principalmente a Chiswick House. I suoi contatti con il mondo esterno erano principalmente con i suoi figli e figliastri, suo fratello William e i figli di sua sorella Georgiana. Sopravvisse a suo marito per quindici anni, morendo il 25 novembre 1862 per un infarto nella sua casa di Londra.

## Ascendenza
|                                                      |                  |                                              | Genitori                                   |  |  | Nonni |  |  | Bisnonni                                     |  |  | Trisnonni                                    |  |
|                                                      |                  |                                              |                                            |  |  |       |  |  | 8. William Cavendish, III duca di Devonshire |  |  | 16. William Cavendish, II duca di Devonshire |  |
|                                                      |                  |                                              |                                            |  |  |       |  |  | 8. William Cavendish, III duca di Devonshire |  |  | 16. William Cavendish, II duca di Devonshire |  |
|                                                      |                  | 17. Rachel Russell                           |                                            |  |  |       |  |  | 8. William Cavendish, III duca di Devonshire |  |  |                                              |  |
| 4. William Cavendish, IV duca di Devonshire          |                  |                                              |                                            |  |  |       |  |  | 8. William Cavendish, III duca di Devonshire |  |  |                                              |  |
|                                                      |                  | 9. Catherine Hoskins                         | 18. John Hoskins                           |  |  |       |  |  |                                              |  |  |                                              |  |
|                                                      |                  | 9. Catherine Hoskins                         | 18. John Hoskins                           |  |  |       |  |  |                                              |  |  |                                              |  |
|                                                      |                  | 9. Catherine Hoskins                         | 19. Catherine Hale                         |  |  |       |  |  |                                              |  |  |                                              |  |
| 2. William Cavendish, V duca di Devonshire           |                  | 9. Catherine Hoskins                         |                                            |  |  |       |  |  |                                              |  |  |                                              |  |
|                                                      |                  | 10. Richard Boyle, III conte di Burlington   | 20. Charles Boyle, II conte di Burlington  |  |  |       |  |  |                                              |  |  |                                              |  |
|                                                      |                  | 10. Richard Boyle, III conte di Burlington   | 20. Charles Boyle, II conte di Burlington  |  |  |       |  |  |                                              |  |  |                                              |  |
|                                                      |                  | 10. Richard Boyle, III conte di Burlington   | 21. Juliana Noel                           |  |  |       |  |  |                                              |  |  |                                              |  |
| 5. Charlotte Elizabeth Boyle, marchesa di Hartington |                  | 10. Richard Boyle, III conte di Burlington   |                                            |  |  |       |  |  |                                              |  |  |                                              |  |
|                                                      |                  | 11. Dorothy Savile                           | 22. William Savile, II marchese di Halifax |  |  |       |  |  |                                              |  |  |                                              |  |
|                                                      |                  | 11. Dorothy Savile                           | 22. William Savile, II marchese di Halifax |  |  |       |  |  |                                              |  |  |                                              |  |
|                                                      |                  | 11. Dorothy Savile                           | 23. Mary Finch                             |  |  |       |  |  |                                              |  |  |                                              |  |
| 1. Harriet Cavendish                                 |                  | 11. Dorothy Savile                           |                                            |  |  |       |  |  |                                              |  |  |                                              |  |
|                                                      | 12. John Spencer | 24. Charles Spencer, III conte di Sunderland |                                            |  |  |       |  |  |                                              |  |  |                                              |  |
|                                                      | 12. John Spencer | 24. Charles Spencer, III conte di Sunderland |                                            |  |  |       |  |  |                                              |  |  |                                              |  |
|                                                      | 12. John Spencer | 25. Anne Churchill                           |                                            |  |  |       |  |  |                                              |  |  |                                              |  |
| 6. John Spencer, I conte Spencer                     | 12. John Spencer |                                              |                                            |  |  |       |  |  |                                              |  |  |                                              |  |
|                                                      |                  | 13. Georgiana Caroline Carteret              | 26. John Carteret, II conte Granville      |  |  |       |  |  |                                              |  |  |                                              |  |
|                                                      |                  | 13. Georgiana Caroline Carteret              | 26. John Carteret, II conte Granville      |  |  |       |  |  |                                              |  |  |                                              |  |
|                                                      |                  | 13. Georgiana Caroline Carteret              | 27. Frances Worsley                        |  |  |       |  |  |                                              |  |  |                                              |  |
| 3. Georgiana Spencer                                 |                  | 13. Georgiana Caroline Carteret              |                                            |  |  |       |  |  |                                              |  |  |                                              |  |
|                                                      |                  | 14. Stephen Poyntz                           | 28. William Poyntz                         |  |  |       |  |  |                                              |  |  |                                              |  |
|                                                      |                  | 14. Stephen Poyntz                           | 28. William Poyntz                         |  |  |       |  |  |                                              |  |  |                                              |  |
|                                                      |                  | 14. Stephen Poyntz                           | 29. Jane Monteage                          |  |  |       |  |  |                                              |  |  |                                              |  |
| 7. Margaret Poyntz                                   |                  | 14. Stephen Poyntz                           |                                            |  |  |       |  |  |                                              |  |  |                                              |  |
|                                                      |                  | 15. Anna Maria Mordaunt                      | 30. Lewis Mordaunt                         |  |  |       |  |  |                                              |  |  |                                              |  |
|                                                      |                  | 15. Anna Maria Mordaunt                      | 30. Lewis Mordaunt                         |  |  |       |  |  |                                              |  |  |                                              |  |
|                                                      |                  | 15. Anna Maria Mordaunt                      | 31. Mary Collyer                           |  |  |       |  |  |                                              |  |  |                                              |  |
|                                                      |                  | 15. Anna Maria Mordaunt                      |                                            |  |  |       |  |  |                                              |  |  |                                              |  |